# Meru phyllisae
Meru phyllisae ist eine Käferart, die die einzige Vertreterin der Gattung Meru, die wiederum die einzige Gattung der 2005 neu beschriebenen Familie Meruidae ist. Die Art ist nur von einem einzigen Fundort in Südamerika bekannt. 

## Merkmale
Es handelt sich um winzig kleine, braun gefärbte Käfer von ovalem Körperumriss, sie sind etwa 0,9 Millimeter lang und 0,4 Millimeter breit. Der Kopf ist nach vorn gerichtet (prognath) und etwas in den Prothorax eingezogen. Er trägt aus der Kopfkontur vorragende Komplexaugen. Die Fühler sind elfgliedrig, länger als der Kopf und fadenförmig. Das erste Fühlerglied (Scapus) ist klein, das zweite (Pedicellus) deutlich erweitert. Die Antennenglieder 5, 7, und 9 sind deutlich länger und dicker als die angrenzenden. Der Prothorax ist etwas schmaler als die Flügeldecken, er ist wie die Flügeldecken dicht und grob punktiert. Aus jedem der Punkte entspringt ein kurzes, abgeflachtes Haar. Seitlich am Prothorax sind zwei Nähte sichtbar (Diagnosemerkmal der Adephaga). Auf der Bauchseite des Thorax sind die Sternite des mittleren und hinteren Segments miteinander und mit den Hinterhüften verschmolzen. Die Hinterhüften tragen kleine plattige Erweiterungen, die nicht den Schenkelring (Trochanter) bedecken. Das Schildchen (Scutellum) ist nicht sichtbar. Die Flügeldecken tragen neben den borstentragenden Punkten zwei Reihen mit borstenlosen Reihenpunkten. Die Ausbildung der Hinterflügel ist dimorph: Einige Individuen besitzen vollständige Hinterflügel und sind flugfähig, bei den meisten sind sie verkürzt. Die relativ langen Beine sind unmodifiziert und tragen keine Schwimmhaare, die Tibialsporne sind dreispitzig, die Klauen sind auffallend kammförmig gezähnt. Am Hinterleib sind sechs Sternite sichtbar, die ersten drei sind, wie bei den Adephaga typisch, miteinander verschmolzen. Das erste Sternit ist durch die nach hinten vorragenden Hinterhüften zweigeteilt. Das Weibchen trägt einen kurzen, nicht sklerotisierten Ovipositor ohne Anhänge (Gonocoxite).
Die Merkmalskombination lässt eine Einordnung in die wasserlebenden Adephaga (Hydradephaga) problemlos zu, nicht aber eine Zuordnung zu einer der vorher innerhalb dieser Gruppe beschriebenen Familien.

## Larven
Die Larven sind langgestreckt mit relativ kurzen Beinen und im letzten Stadium 1,6 bis 1,8 Millimeter lang, sie sind braun gefärbt und hart sklerotisiert. Die Mandibeln sind asymmetrisch, nur die linke besitzt eine Aushöhlung (Kanal), die Antennen sind viergliedrig und relativ lang. Der Hinterleib besteht aus neun Segmenten, das achte ist langgestreckt und verdeckt das neunte bei Sicht von oben. An den Abdominalsegmenten zwei und acht sitzt jeweils ein Paar offener Stigmen, was auf Luftatmung hindeutet.

## Lebensweise
Einziger Fundort von Meru phyllisae ist die Lokalität „El Tobogan“ in der Amazonasprovinz von Venezuela. Hier fließt ein Fluss innerhalb des Regenwalds stromschnellenartig über eine harte, aus Granit bestehende Geländekante. Wie typisch für „Schwarzwasser“-Flüsse im Amazonasgebiet, ist das Wasser weich mit wenig gelösten Salzen und sauer (pH 5). Das Flussbett ist morphologisch komplex mit wasserfallartigen Schnellen, tümpelartigen Aufweitungen und Verzweigungen. Die Käferart lebt nicht im Wasser der Stromschnellen selbst, sondern ist beschränkt auf die Randzone von schwach strömenden Nebengerinnen, wo sie zwischen Falllaub und Wurzelwerk zu finden ist. Die Käfer sind nicht schwimmfähig. Bei Haltung im Labor ließen sie sich gelegentlich zur Wasseroberfläche emportreiben, schwammen eine Zeitlang kopfunter unter dem Oberflächenhäutchen, um anschließend wieder unterzutauchen. Zuchtversuche sind fehlgeschlagen. Die Ernährung von Imagines und Larven ist unbekannt, man nimmt an, dass sie von Algen oder Pflanzendetritus leben.

## Systematik
Die Entdeckung der Meruidae ist, nach den Aspidytidae im Jahr 2002 die zweite neue Adephaga-Familie, die innerhalb kurzer Zeit anhand neuer Entdeckungen beschrieben wurde. Die Phylogenie der Adephaga wurde daraufhin neu bearbeitet. Nach einigen Kontroversen erscheint es heute am wahrscheinlichsten, dass die Meruidae Schwesterfamilie der Familie Noteridae sind. Nach morphologischen und molekularen Untersuchungen bilden beide gemeinsam ein monophyletisches Taxon. Obwohl es demnach möglich wäre, die Art in eine umdefinierte Familie Noteridae aufzunehmen, sind die meisten Systematiker der Ansicht, sie verdiene wegen ihrer eigentümlichen Morphologie und Lebensweise den Rang einer eigenen Familie.
Meru phyllisae zählt zu den kleinsten bekannten Adephaga und gehört zu den kleinsten frei lebenden Käfern überhaupt. Abgesehen von der Miniaturisierung entspricht die Art in Morphologie und Lebensweise dem Bild, das man sich von einer Art der gemeinsamen Stammgruppe der Unterordnung Adephaga macht.